# Баслер, Марио
Ма́рио Ба́слер (нем. Mario Basler; родился 18 декабря 1968, Нойштадт-ан-дер-Вайнштрасе, Западная Германия) — немецкий футболист и футбольный тренер. Играл на позиции крайнего полузащитника.

## Карьера
Баслер родился в Нойштадте и начинал карьеру в местной футбольной команде. В 1984 году перешёл в юношескую команду «Кайзерслаутерна». В 1987 году был привлечён к тренировкам основного состава, но за два последующих сезона провёл лишь один матч в Бундеслиге.
В 1989 году по причине полного отсутствия игровой практики и перспектив покинул «Кайзерслаутерн» и перешёл в эссенский «Рот-Вайсс», клуб Второй Бундеслиги, где провёл два сезона, второй из которых завершился лишением «Рот-Вайсса» профессиональной лицензии и отправкой в низший дивизион. Сезоны 1991/92 и 1992/93 Баслер провёл в берлинской «Герте», в те годы также игравшей во Второй Бундеслиге. В первом сезоне «Герта» была третьей, во втором — пятой. Оба сезона Баслер провёл в качестве твёрдого игрока основного состава, одного из лидеров команды, забил 17 голов.
В 1993 году перешёл в клуб Бундеслиги бременский «Вердер». В сезоне 1993/94 «Вердер» стал в чемпионате восьмым, зато выиграл Кубок Германии. В следующем сезоне, 1994/95, «Вердер» стал вторым, но в сезоне 1995/96 снова откатился в середину таблицы — на 9-е место.
Баслер стремительно прогрессировал, в 1994 году дебютировав в сборной Германии. Принял участие в чемпионате мира 1994, сыграл лишь в одном матче — стартовом для немцев на турнире, против Боливии, выйдя на замену на полчаса (немцы победили 1:0), оставшуюся часть турнира просидел на скамье запасных. Немцы на том ЧМ вылетели в 1/4 финала, проиграв болгарам 1:2.
Марио стал лучшим бомбардиром Бундеслиги сезона 1994/95, забив 20 голов и разделив это звание с Хайко Херрлихом из мёнхенгладбахской «Боруссии». Все три сезона в «Вердере» Баслер был стабильным игроком основы бременцев и одним из лучших в составе команды.
Летом 1996 года был вызван в сборную на чемпионат Европы. Турнир в итоге стал для немцев победным, а Баслер так ни разу и не вышел на поле по причине травмы, полученной незадолго до старта турнира.
Перед началом сезона 1996/97 ушёл из «Вердера» в мюнхенскую «Баварию». Три последующих сезона были очень удачны как для Баслера, так и для его клуба. Сезоны 1996/97 и 1998/99 стали для «Баварии» чемпионскими, а в сезоне 1997/98 баварцы хоть и стали вторыми в Бундеслиге, уступив «Кайзерслаутерну» (клубу, где начал свою карьеру Баслер), зато выиграли Кубок Германии. Команда также выиграла три Кубка немецкой лиги: 1997 (первый в истории розыгрыш трофея), 1998, 1999. В сезоне 1998/99 «Бавария» дошла до финала Лиги чемпионов. В финале на барселонском Камп Ноу именно Баслер открыл счёт, точно пробив со штрафного на 6-й минуте. На 89-й минуте, когда немцы по-прежнему вели 1:0, Баслер, отлично проведший игру, был заменён. Однако затем, уже в добавленное время, манкунианцы не только отыгрались, но и вырвали победу — Шерингем сравнял счёт, а через минуту Сульшер забил победный гол (отметим, что оба игрока вышли на замену). «Манчестер Юнайтед» победил 2:1.
В ноябре 1999 года Баслер, выиграв на прощанье летом, перед стартом первенства, третий Кубок лиги в составе «Баварии», перешёл в «Кайзерслаутерн», вернувшись туда спустя ровно десять лет. Там он отыграл четыре сезона, в первые три команда держалась в верхней половине таблицы (5-е, 7-е и 8-е места соответственно), а четвёртый завершился провалом в лиге (14-е место), но при этом клуб пробился в финал Кубка страны, где уступил явно более сильной бывшей команде Баслера «Баварии» 1:3. Баслер в те годы играл нестабильно, не всегда попадал в состав — годы брали своё.
По окончании сезона 2002/03 Марио отправился доигрывать в Катар, подписав контракт с клубом «Эр-Райян». Вместе с ним там играл, в частности, Фернандо Йерро; команда, несмотря на наличие мастеров такого уровня, провела посредственный сезон, по окончании которого Баслер завершил игровую карьеру.
В сезоне 2004/05 впервые попробовал себя в роли тренера, возглавив клуб Региональной лиги Германии (третьего эшелона немецкого футбола) «Ян» из Регенсбурга. По окончании сезона клуб вылетел дивизионом ниже, в Баварскую Оберлигу, да ещё и обанкротился.
В сезоне 2007/08 работал ассистентом в клубе Второй Бундеслиги «Кобленц». В 2008—2010 годах тренировал клуб «Айнтрахт» из Трира, играющий в Западной Региональной лиге (четвёртый уровень немецкой футбольной пирамиды).
24 октября 2011 года Баслер был назначен главным тренером «Рот-Вайсса» из Оберхаузена.

## Личная жизнь
Баслер отличался очень независимым поведением: «Всё делал наперекор общественному мнению. Играя в футбол, выкуривал по две пачки в день. За 15 минут до начала тренировки мог выпить бокал пива. Причём делал всё открыто. Иногда специально наговаривал на себя — подчёркивал: посмотрите, насколько я независимый».

## Достижения
- Чемпион Европы 1996
- Двукратный чемпион Германии: 1996/97, 1998/99
- Двукратный обладатель Кубка Германии: 1993/94, 1997/98
- Финалист Лиги чемпионов: 1998/99
- Финалист Кубка Германии 2002/03
- Трёхкратный обладатель Кубка немецкой лиги: 1997, 1998, 1999
- Лучший бомбардир Бундеслиги сезона 1994/95, получил приз журнала «Kicker» (вместе с Хайко Херрлихом — по 20 голов)